# Pueblo lyuli
El pueblo lyuli, jughi o jugi, llamados a sí mismos mugat y ghorbati, son una rama del pueblo nómada ghorbati, que vive en Asia Central, principalmente Tayikistán, Uzbekistán, Turkmenistán, Kazajstán y el sur de Kirguistán; Además, se pueden encontrar grupos relacionados en Turquía y los Balcanes, Crimea, el sur de Rusia y Afganistán. Hablan etnolectos de la lengua persa y turca y practican el Islam sunita. Los términos lyuli y jugi se consideran peyorativos. Tienen una organización de clan (la palabra lyuli para "clan" es tupar, la palabra jughi es avlod ). También se practica la división en subclanes. La comunidad lyuli es extremadamente cerrada hacia los que no son lyuli. 
Para muchos autores, los lyuli son gitanos o romaníes no reconocidos de Asia Central, originarios de la India. Recibieron el nombre de lyuli de los uzbekos, y el de dzhugi de los tayikos, pero ellos prefieren llamar al grupo mugat.

## Etimología
Hay varios nombres para los lyuli: jughi, multani, bombay o luli . Sin embargo, se refieren a sí mismos como muğat (mугат) o mughat ( en persa: مغان‎ ), así como gurbet ( en árabe: غربات‎ ), que significa "solitario". El término multani significa una persona que se origina en la ciudad de Multan (en el actual Pakistán), porque algunos de los lyuli emigraron de Multan después del asedio de Multan, 1296-1297 a Asia Central.

## Historia
Los lyuli son originarios del norte de la India. Según las tradiciones locales de los lyuli, su comunidad ya existía en la región en la época de Timur . Con el tiempo, los lyuli comenzaron a adoptar las costumbres, los idiomas y la fe islámica de sus vecinos de Asia Central. Muchos lyuli fueron nómadas hasta principios del siglo XX, cuando comenzaron a vivir en zonas urbanas. Los lyuli tuvieron presencia en China hasta que desaparecieron del registro histórico a principios del período Qing. Luoli era el nombre chino que recibieron cuando se establecieron en China durante las dinastías Yuan y Ming.

## Lyuli en Kirguistán
Los lyuli viven en el sur de Kirguistán, en la región de Osh. Su nivel de vida es extremadamente bajo. Muchos lyuli no tienen documentos oficiales. La educación se imparte en ruso, kirguís o uzbeko, pero muchos muğat carecen de educación. La sociedad lyuli está trabajando para mejorar su nivel de vida, educación y conocimiento del kirguís y ruso, y la preservación de su cultura. Según Joshua Project, en Kirguistán hay unos 5100 lyulis en 2023.

## Lyuli en Kazajstán
Los kazajos lyuli, también conocidos como luli-kazajos o kazajos luli, son un pequeño grupo étnico de Kazajstán . Son un subgrupo de la minoría étnica lyuli más amplia originaria de la región del valle de Fergana en Uzbekistán y las regiones del sureste de Kazajstán: la región de Almaty y Zambil. Se desconoce el tamaño exacto de su población, pero se estima que son unos pocos cientos. Hablan un dialecto del idioma kazajo y la mayoría se ha integrado bien en Kazajstán y también se identifica como kazajo. Los kazajos lyuli tienen una identidad cultural distintiva, moldeada por su estilo de vida nómada, su fe islámica y su herencia. Mantienen prácticas y tradiciones culturales únicas, como su música y danza, así como formas específicas de vestimenta y sombreros. Los kazajos Lyuli han enfrentado marginación y discriminación social, económica y política a lo largo de su historia, y su supervivencia cultural sigue siendo un desafío en el Asia Central actual. Se cree que los kazajos lyuli también emigraron a los Balcanes, específicamente a Bosnia y Herzegovina, en el siglo XIX. La mayoría de ellos tienen un estilo de vida nómada y hablan un dialecto del idioma kazajo fuertemente influenciado por el turco. Hoy en día, en los Balcanes, hay unos cientos de kazajos lyuli que se han asimilado a la sociedad y la mayoría ha obtenido la ciudadanía de los países en los que residen.

## Lyuli en Uzbekistán
Hay aproximadamente 12.000 lyuli en Uzbekistán.  Mientras que los niños conversan en su lengua materna o en un lenguaje mixto en casa, los bajos estándares educativos y la pobreza han reducido gradualmente los índices de fluidez a favor del ruso o el uzbeko .

## Lyuli en Rusia
A partir de principios de la década de 1990, los Lyuli comenzaron a migrar a las ciudades del sur de Rusia, sobre todo alrededor de las estaciones de tren y los mercados. Al principio, los rusos los identificaron erróneamente como refugiados tayikos o uzbekos étnicos debido a sus túnicas tradicionales de Asia Central. Los romaníes rusos enfatizan que los lyuli son distintos de ellos y no forman parte de la sociedad y la cultura romaníes, y se les considera de origen indo-turco .  Son un objetivo frecuente de los skinheads rusos de extrema derecha.

## Jugi en Irán
El pueblo jugi es un grupo nómada, que cree que alguna vez vino de Egipto, que vive en la provincia de Mazandaran, en Irán y en Asia Central, llamado gitano de Asia Central y confundido con los romaníes europeos o doms y loms.

## Anatolia, Balcanes y península de Crimea
Los archivos otomanos de los siglos XVIII y XIX, hablan de 4 clanes de los llamados Türkmen Kıpti, que hablaban un dialecto turco con pocas palabras romaníes en su jerga y que eran alevíes de la Orden Bektashi, como un grupo separado en Rumelia . Emigraron de Asia Central a Anatolia . En Dulkadiroğlu, Kahramanmaraş, fueron registrados en el siglo XVI como gurbet en la época del Imperio Otomano, y finalmente se establecieron en los Balcanes y el Kanato de Crimea. Los gitanos turcos de Varna, en Bulgaria, que se hacían llamar usta millet o mehter, afirmaban ser descendientes de esta tribu especial.

## Cultura
En el pasado, los lyuli solían trabajar como artistas musicales ambulantes, adivinos, vendedores ambulantes y mendigos. Las mujeres también trabajaban como sastres para otras mujeres que no eran lyuli, incluso haciendo redecillas para velos. Algunos subgrupos se especializaron en otros oficios como la carpintería. Los lyuli modernos  están asentados y trabajan en diversas ocupaciones, incluidas la educación, fábricas, negocios y más.
Los lyuli son devotos musulmanes suníes, pero algunos rastros de creencias preislámicas han seguido perdurando.
Los lyuli enfrentan discriminación por parte de otros y marginación social. Algunos sufren de pobreza y aislamiento.